# Muhammad ibn al-Haŷŷ
Muhammad ibn al-Haŷŷ. Gobernador almorávide de Zaragoza de 1110 a 1115.
General almorávide que llegó a ser gobernador de Valencia y posteriormente de Zaragoza.

## Biografía
A partir de 1102, fecha de la caída en manos almorávides de la Valencia del Cid, vemos a Mohámed ben al-Hach al frente del gobierno valenciano. De allí fueron solicitados sus servicios para ocuparse de la recién ocupada Zaragoza, donde llegó en 1115 para ocuparse de su gobierno en calidad de emir.
Ibn al-Hach llega a Zaragoza el 31 de mayo de 1110. Pronto actúa contra Alfonso I el Batallador, que amenazaba Zaragoza desde el promontorio de "Deus lo vol" (Dios lo quiere), hoy Juslibol. Salió a su encuentro y pudo alejarlo hasta Ejea de los Caballeros. Posteriormente, Alfonso I, muy ocupado por los asuntos castellanos y sus problemas matrimoniales, relajó su presión sobre Zaragoza.
Abdelmálik Imad al-Dawla, el rey destronado, siguió acosando a Ibn al-Hach desde su pequeño señorío de Rueda en el Jalón, pero su acoso no podía ser muy efectivo.
Ibn al-Hach fue un gobernador guerrero. Incluso llevó a cabo una operación junto al gobernador de Murcia, Ibn Aisha por tierras de Barcelona, sufriendo una derrota en el paso del "Congost de Martorell", que las fuentes árabes llaman "Batalla del Puerto" en 1114. Murió poco después en 1115.
En el terreno civil, reorganizó la administración e impuso el dinar almorávide como moneda oficial, con lo que se recobró la confianza de los comerciantes, muy deteriorada en los últimos años de balanza de pagos deficitaria del gobierno hudí, que pagaba cuantiosas parias a cambio de protección.
| Predecesor: Abdelmálik Imad al-Dawla Rey taifa de Zaragoza | Muhámmad ibn al-Haŷŷ Gobernador almorávide 1110 - 1115 | Sucesor: Gobierno almorávide Ibn Tifilwit |